# Jambi (Provinz)
Jambi ist eine indonesische Provinz auf der indonesischen Insel Sumatra.

## Geographie

### Lage
Die Provinz erstreckt sich zwischen 0° 45′ und 2° 45′ s. Br. sowie zwischen 101° 10′ und 104° 55′ ö. L. Jambi grenzt an die Provinzen Riau und Kepulauan Riau im Norden, an das Südchinesische Meer im Osten, die Provinz Sumatera Selatan im Süden sowie die Provinzen Sumatra Barat und Bengkulu im Westen. Der Verwaltungssitz Kota Jambi liegt 1.405 km von Medan entfernt, 775 km sind es nach Palembang und 2.052 in das nördliche Banda Aceh.

### Natur
Die Provinz liegt zum größten Teil im Mittelteil der Insel, dieser ist durch sumpfiges Gelände und große Flüsse, darunter der Batang Hari, geprägt. Auch der Fluss Jambi fließt hier und entspringt mit zwei Quellarmen, durchfließt die östliche Alluvialebene und mündet bei 1° südlicher Breite in das Südchinesische Meer. Weitere Flüsse sind Batang Hari, Batang Merangin, Batang Tebo, Batang Tabir, Batang Tembesi, Batang Bungo, Berbak, Pengabuan, Air Hitam, Mendahara, Dendang und Batang Asai. Der Danau Kerinci ist der größte See der Provinz (46 m²), der zweithöchste des Landes ist der Danau Gunung Tujuh. Er ist ein beliebtes und attraktives Ziel bei Touristen, bekannt wegen seines kristallklaren und eiskalten Wassers.
69 Prozent der Landfläche sind Tieflandgebiete bis 100 Meter Höhe – zu finden in den östlichen und zentralen Regionen. Moderate Höhenlagen (bis 500 m) liegen besonders in der Mitte der Provinz. Hochlandgebiete ab 500 m (14,5 %) sind in den westlichen Kecamatan (Kerinci, Kota Sungai Penuh und Teilen von Bungo, Tebo, Sarolangun und Merangin) zu finden.
Die höchsten Berge befinden sich im Distrikt Kerinci, darunter der mit 3.805 Metern höchste Berg Sumatras, der aktive Vulkan Kerinci. Hohe Gipfel findet man auch im Nordwesten der Provinz: Raya, Sumbing, Masurai Tujuh und Alas. Zur Provinz gehören 14 Inseln, elf von ihnen liegen im Kabupaten Tanjung Jabung Timur. Drei davon sind besiedelt (Burung, Harapan und Tengah, die größte).
Die Provinz wird von vier Nationalparks „berührt“:
- Kerinci Seblat (zusammen mit den Provinzen Sumatra Barat, Bengkulu und Sumatra Selatan)
- Berbak
- Bukit Duabelas
- Bukit Tigapuluh (mit Provinz Riau)

### Klima und Wetter
Die Provinz liegt nahe am Äquator deshalb herrscht hier, wie in ganz Indonesien, tropisches Regenwaldklima (feuchttropisches Klima). Man unterscheidet eine trockene Jahreszeit (Juni bis September) und die Regenzeit (August bis November). Im Jahr 2020 vermelden die Wetterstationen Temperaturen zwischen 15,3 °C (BMKG Station Depati Parbo Kerinci) und 35,2 °C (Station Sultan Thaha, Kota Jambi). Die mittlere Luftfeuchtigkeit bewegte sich zwischen 81,7 und 86 Prozent. Die Regenmengen waren unterschiedlich und lagen zwischen 362 (an 26 Tagen in Kerinci) und 2.951 mm (an 222 Tagen im Jahr in Muaro Jambi). Die Sonnenscheindauer lag zwischen 55 (Muaro Jambi) und 60,6 Prozent (Kerinci).

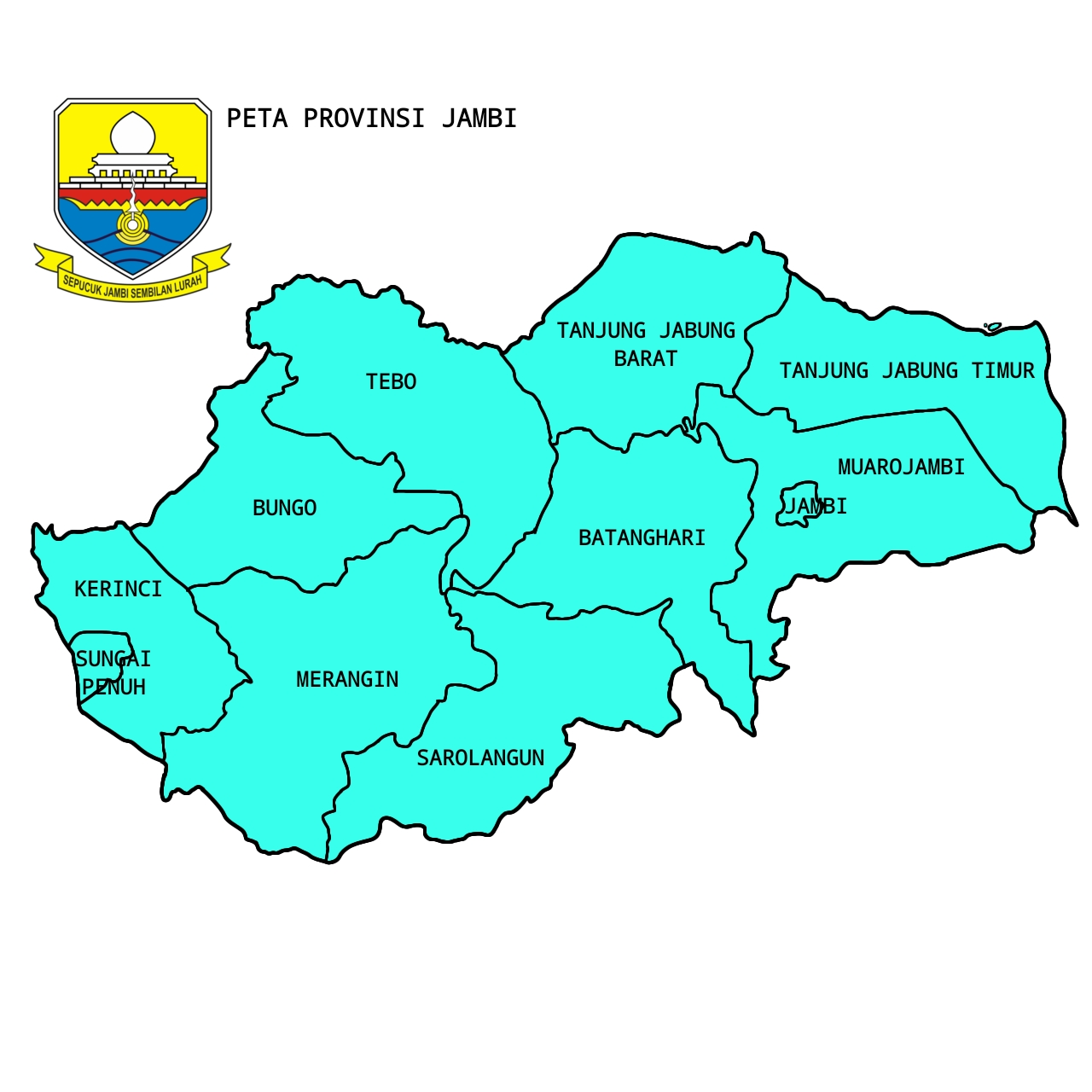
Die administrative Gliederung der Provinz

## Verwaltungsgliederung
Die Provinz gliedert sich seit 2008 in neun Regierungsbezirke (indonesisch Kabupaten) sowie zwei autonome Städte (indonesisch Kota). Diese gliedern sich seit 2020 (davor: 141) in 143 Distrikte oder Unterbezirke (indonesisch Kecamatan), die wiederum in 1.562 Dörfer (2005: noch 1.063) geteilt werden, 163 städtischen Typs (indonesisch Kelurahan) und 1.399 mit dörflichen Charakter (indonesisch Desa). 28 Dörfer (in zwei Kecamatan) haben Zugang zum Meer. Man unterscheidet auch nach ländlichen und städtischen Konditionen, wie z. B. Anordnung der Häuser und der Infrastruktur: So gab es im 2. Halbjahr 2020 408 urbane (indonesisch Perkotaan) und 1.154 ländliche, rurale (indonesisch Perdesaan) Dörfer oder Regionen.
Nachfolgende Tabelle gibt den Stand zur letzten Volkszählung wieder, der Datenstand basiert auf der Quelle „Dalam Angka Tahun 2021“. Bis Ende 2023 hat sich mittlerweile die Zahl der Dörfer auf 1.585 (171/1.414) erhöht.
| Kode 1 | Wappen         | Kabupaten (Kab.)/Kota Regierungsbezirk/Stadt | Ibu Kota Regierungssitz | Lage | Kecamatan Subdistrikt | Kel. 2/ Desa 3 Dörfer | 0Fläche0 [km²] | Bevöl- kerung (2010) 4 | Bevöl- kerung (2020) 5 | Dichte Einw./km² (2020) |
| ------ | -------------- | -------------------------------------------- | ----------------------- | ---- | --------------------- | --------------------- | -------------- | ---------------------- | ---------------------- | ----------------------- |
| 15.01  |                | Kab. Kerinci                                 | Siulak                  |      | 18                    | 2 / 285               | 3.355,27       | 229.495                | 250.259                | 74,6                    |
| 15.02  |                | Kab. Merangin                                | Bangko                  |      | 24                    | 10 / 205              | 7.679,00       | 333.206                | 354.052                | 46,1                    |
| 15.03  |                | Kab. Sarolangun                              | Sarolangun              |      | 10                    | 9 / 149               | 6.184,00       | 246.245                | 290.047                | 46,9                    |
| 15.04  |                | Kab. Batanghari                              | Muara Bulian            |      | 8                     | 14 / 110              | 5.804,00       | 241.334                | 301.700                | 52,0                    |
| 15.05  |                | Kab. Muaro Jambi                             | Sengeti                 |      | 11                    | 5 / 150               | 5.326,00       | 342.952                | 402.017                | 75,5                    |
| 15.06  |                | 00Kab. Tanjung Jabung Barat00                | Kuala Tungkal           |      | 13                    | 20 / 114              | 4.649,85       | 278.741                | 317.498                | 68,3                    |
| 15.07  |                | Kab. Tanjung Jabung Timur                    | Muara Sabak             |      | 11                    | 20 / 73               | 5.445,00       | 205.272                | 229.813                | 42,2                    |
| 15.08  |                | Kab. Bungo                                   | Muara Bungo             |      | 17                    | 12 / 141              | 4.659,00       | 303.135                | 362.363                | 77,8                    |
| 15.09  |                | Kab. Tebo                                    | Muara Tebo              |      | 12                    | 5 / 107               | 6.461,00       | 297.735                | 337.669                | 52,3                    |
| 15.71  |                | Kota Jambi                                   | Kota Baru               |      | 11                    | 62 / –                | 0.205,43       | 531.857                | 606.200                | 2.950,9                 |
| 15.72  |                | Kota Sungai Penuh                            | Sungai Penuh            |      | 8                     | 4 / 65                | 0.391,50       | 082.293                | 096.610                | 246,8                   |
| 15     | Provinsi Jambi | Provinsi Jambi                               | Kota Jambi              |      | 143                   | 163 / 1399            | 50.160,05      | 3.092.265              | 3.548.228              | 70,7                    |

### Soziale Daten 2020
| Merkmal                                                            | Provinz Jambi | 0Indonesien0 |
| ------------------------------------------------------------------ | ------------- | ------------ |
| Bevölkerung unterhalb der Armutsgrenze (Tsd.)0                     | 288,10        | 27.549,69    |
| Anteil der „armen Bevölkerung“ (indonesisch Penduduk miskin) (%)00 | 007,97        | 10,19        |
| Arbeitslosenrate (%)                                               | 005,13        | 07,07        |
| Lebenserwartung bei der Geburt (Jahre)                             | 071,16        | 71,47        |
| HDI-Index                                                          | 071,29        | 71,94        |
| Analphabetenrate (in %, 15+ J.)                                    | 001,81        | 04,00        |
| Abhängigenquotient 1                                               | 44,10 1       | 47,89        |
| Anteil der Altersgruppen                                           | 0Real0        | 0Prozentual0 |
| Kinder (<15 J.)                                                    | 0.930.234     | 26,22        |
| arbeitsfähige Bevölkerung (15–64 J.)                               | 2.453.687     | 69,15        |
| Rentner und Pensionäre (>65 J.)                                    | 0.164.307     | 04,63        |

## Demographie
Als eine von zehn Provinzen auf der Insel Sumatra belegt die Provinz 10,41 Prozent der Gesamtfläche der Insel (Angaben von Ende 2023: 480.793 km²) und nimmt damit den 5. Rang ein. Hinsichtlich der Bevölkerung weist sie die geringste Einwohnerzahl aller Provinzen auf (oder 6,15 % von 61.099.053 Einwohnern).
Der Islam war und ist die vorherrschende Glaubensrichtung, 2020 waren 99,20 % der Bevölkerung Muslime. Christen waren mit 0,56 Prozent vertreten (2021: 116.915 Protestanten und 20.649 Katholiken). Zu erwähnen sind noch 0,21 % Buddhisten (2021: 34.439). Im nordwestlichen Kecamatan Bungo ist der islamische Anteil am niedrigsten, da hier die meisten Christen und Buddhisten leben. 2020 zählte man 4.078 Moscheen, 3.953 kleinere Gebetsräume (Mushola), 235 protestantische Kirchen, 65 katholische Kirchen, 3 Tempel, 15 Klöster und 11 Pagoden. Im Kecamatan Muaro Jambi gibt es 40 Kirchen (34/6), in Kota Jambi 80 (77/3).

### Bevölkerungsveränderungen (Volkszählungsergebnisse)
| Zensus- jahr | Einwohner | Zuwachs [in %] |
| ------------ | --------- | -------------- |
| 1971         | 1.006.084 | —              |
| 1980         | 1.445.994 | 43,72          |
| 1990         | 2.020.568 | 39,74          |
| 1995         | 2.369.959 | 17,29          |
| 2000         | 2.407.166 | 01,57          |
| 2005         | 2.635.968 | 09,51          |
| 2010         | 3.092.265 | 17,31          |
| 2015         | 3.397.164 | 09,86          |
| 2020         | 3.548.228 | 04,45          |

### Bevölkerungsentwicklung und Geschlechterverteilung
Die folgende Tabelle gibt den Bevölkerungsstand nach Geschlecht zum Zensus 2020, vom Jahresende 2022, von der Jahresmitte und zum Jahresende 2023 wieder. Er resultiert neben den Zensusergebnissen aus den Ergebnissen der Fortschreibung durch die örtlichen Zivilregistrierungsbüros (Disdukcapil, indonesisch Dinas Kependudukan dan Pencatatan Sipil). Diese Bevölkerungsstände können in drei interaktiven Karten und über eine Datenbank abgerufen werden. Zusätzlich wurde nach der Rang der Kabupaten und Kota innerhalb der Provinz nach den letzten Bevölkerungsangaben von Ende 2023 angegeben.
| Kab./Kota            | Zensus 2020 | Zensus 2020 | Zensus 2020 | Zensus 2020 | Ende 2022 | Ende 2022 | Ende 2022 | Mitte 2023 | Mitte 2023 | Mitte 2023 | Ende 2023 | Ende 2023 | Ende 2023 | Ende 2023 | Rang |
| Kab./Kota            | insg.       | männl.      | weibl.      | Sex Ratio   | insg.     | männl.    | weibl.    | insg.      | männl.     | weibl.     | insg.     | männl.    | weibl.    | Sex Ratio | Rang |
| -------------------- | ----------- | ----------- | ----------- | ----------- | --------- | --------- | --------- | ---------- | ---------- | ---------- | --------- | --------- | --------- | --------- | ---- |
| Kerinci              | 250.259     | 125.647     | 124.612     | 100,83      | 261.970   | 130.959   | 131.011   | 264.139    | 132.218    | 131.921    | 267.169   | 133.987   | 133.182   | 100,60    | 9    |
| Merangin             | 354.052     | 180.357     | 173.695     | 103,84      | 380.323   | 193.196   | 187.127   | 383.676    | 194.816    | 188.860    | 387.630   | 197.290   | 190.340   | 103,65    | 3    |
| Sarolangun           | 290.047     | 148.273     | 141.774     | 104,58      | 300.460   | 153.106   | 147.354   | 302.994    | 154.394    | 148.600    | 306.324   | 156.225   | 150.099   | 104,08    | 8    |
| Kab. Batanghari      | 301.700     | 154.597     | 147.103     | 105,09      | 307.521   | 157.566   | 149.955   | 308.753    | 158.147    | 150.606    | 309.828   | 158.582   | 151.246   | 104,85    | 7    |
| Muaro Jambi          | 402.017     | 207.548     | 194.469     | 106,73      | 430.545   | 221.637   | 208.908   | 435.678    | 224.177    | 211.501    | 442.788   | 227.766   | 215.022   | 105,93    | 2    |
| Tanjung Jabung Barat | 317.498     | 163.928     | 153.570     | 106,74      | 326.530   | 168.379   | 158.151   | 328.451    | 169.413    | 159.038    | 331.058   | 170.606   | 160.452   | 106,33    | 6    |
| Tanjung Jabung Timur | 229.813     | 117.345     | 112.468     | 104,34      | 235.433   | 120.056   | 115.377   | 237.527    | 121.133    | 116.394    | 240.223   | 122.507   | 117.716   | 104,07    | 10   |
| Bungo                | 362.363     | 184.799     | 177.564     | 104,07      | 367.352   | 186.388   | 180.964   | 370.379    | 187.979    | 182.400    | 373.583   | 189.624   | 183.959   | 103,08    | 4    |
| Tebo                 | 337.669     | 173.708     | 163.961     | 105,94      | 356.875   | 183.225   | 173.650   | 359.906    | 184.872    | 175.034    | 362.946   | 186.517   | 176.429   | 105,72    | 5    |
| Jambi                | 606.200     | 305.407     | 300.793     | 101,53      | 628.578   | 315.700   | 312.878   | 633.650    | 318.039    | 315.611    | 637.510   | 320.196   | 317.314   | 100,91    | 1    |
| Sungai Penuh         | 96.610      | 48.406      | 48.204      | 100,42      | 100.457   | 50.475    | 49.982    | 100.851    | 50.715     | 50.136     | 101.216   | 50.892    | 50.324    | 101,13    | 11   |
| Provinsi Jambi       | 3.548.228   | 1.810.015   | 1.738.213   | 104,13      | 3.696.044 | 1.880.687 | 1.815.357 | 3.726.004  | 1.895.903  | 1.830.101  | 3.760.275 | 1.914.192 | 1.846.083 | 103,69    |      |

## Wirtschaft

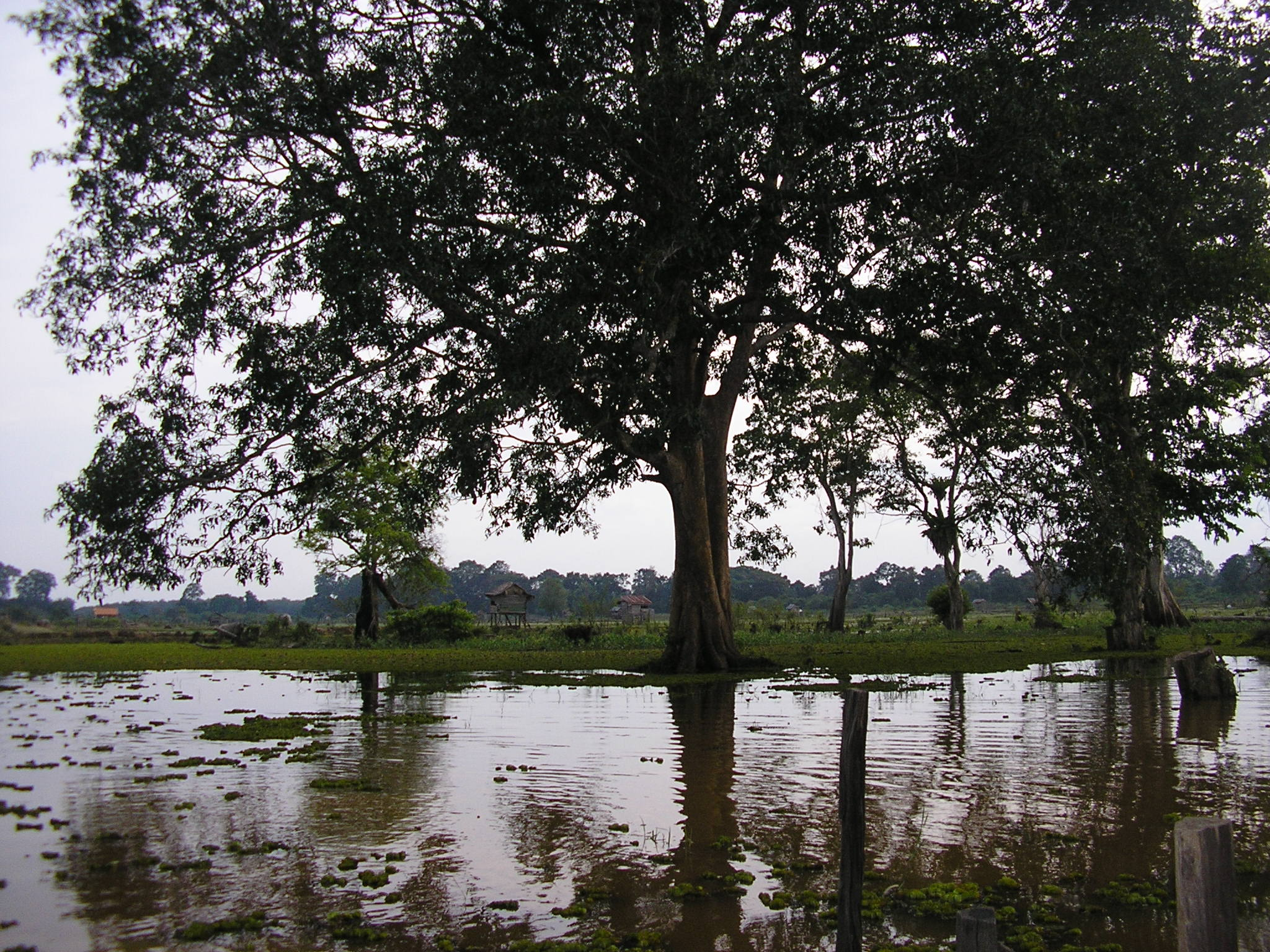
Sumpflandschaft am Batang Hari in Jambi

Das frühere Straßensystem und die dadurch ermöglichte wirtschaftliche Nutzung (Pfeffer und Gummibaum) folgte den Flüssen – weite Teile des Urwaldes waren gar nicht zugänglich. Mit dem Bau des Trans-Sumatra-Highways wurden die Möglichkeiten der Landnutzung erheblich erweitert. Die Straße erschloss neue, flussferne Gebiete für den kommerziellen Holzeinschlag, für staatlich geförderte Neusiedler und sonstige Zuwanderer. Die Öffnung der Küstenwälder für Palmölplantagen und Ansiedlungen führten zu umfangreichen Waldbränden und Luftverschmutzungen in den Jahren 1997/98.
Wirtschaftliche Bedeutung hat heute neben der Produktion von Kautschuk und Palmöl vor allem die Erdölförderung.

## Geschichte

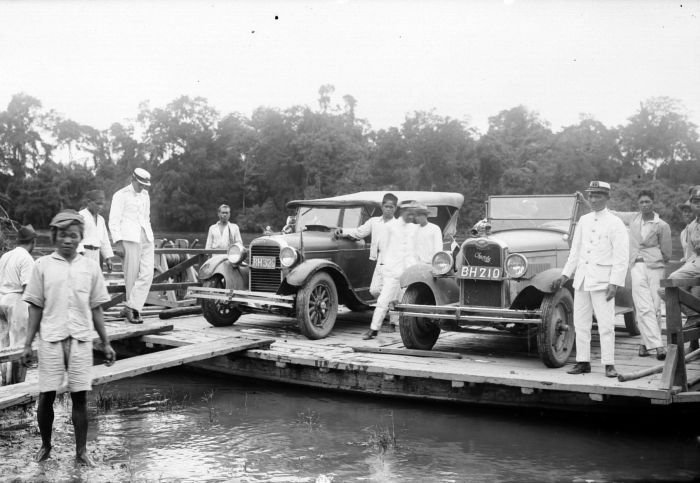
Fähre über den Jambi (1915/39)

Beim Dorf Muara Jambi am Batang Hari, knapp 30 km nordöstlich von Jambi, haben Archäologen die Rudimente einer ehemals bedeutenden buddhistischen Tempelstadt freigelegt. Anhand von Steininschriften soll sich die Blütezeit des Ortes auf die Zeit zwischen dem 10. und 13. Jahrhundert datieren lassen.
Im Mittelalter gehörte die Region Jambi zum Reich von Srivijaya, bevor es im 16. Jahrhundert islamisiert und ein Sultanat errichtet wurde. Dieses konnte sich länger als andere Sultanate Indonesiens dem niederländischen Einfluss widersetzen, erst 1858 wurde es Protektorat (Vasallenstaat) und 1901 wurde der letzte Sultan abgesetzt. Im 2. Weltkrieg besetzten 1942 die Japaner die Insel, nach Kriegsende und der Unabhängigkeit Indonesiens wurde die Region Teil der neugegründeten Provinz Mittelsumatra (Sumatra Tengah), die aber schon 1957 wieder aufgelöst wurde und in die drei Provinzen Westumatra, Riau und eben Jambi aufgespalten wurde.

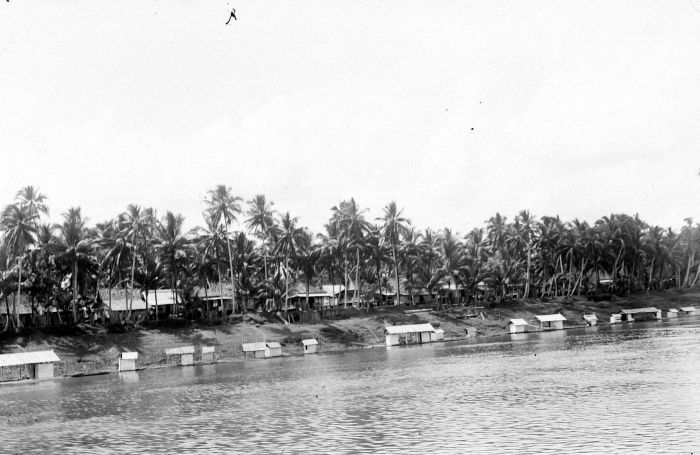
Wasch- bzw. Toilettenhütten am Jambi (Jahr unbekannt)

Im 18. Jahrhundert war Jambi ein Zentrum der Pfefferproduktion, die noch durch eine „sanfte“ Waldnutzung gekennzeichnet war. Ab 1850 wurde eine brasilianische Gummibaumsorte eingeführt und zu Beginn des 20. Jahrhunderts ersetzten Plantagen (Agroforstwirtschaft) den bis dahin angewandten Wanderfeldbau. Während des ersten Kautschuk-Booms nach dem Ersten Weltkrieg zog es viele Arbeiter auf die Gummiplantagen.
Gleichzeitig mit dem Bau des Trans-Sumatra-Highways in den 1970er/80er-Jahren wurde die Zuwanderung (vor allem aus Java) gefördert.

### Administrative Änderungen
Nach der Unabhängigkeit Indonesiens 1949 erfolgten einige administrative Umstrukturierungen. Jambi befand sich bis Mitte 1957 in der aufgelösten Provinz Zentral-Sumatra (Sumatera Tengah) und bestand zu diesem Zeitpunkt aus den fünf Bezirken Kerinci, Merangin, Batang Hari, Tanjung, Bungo Tebo und der Hauptstadt Jambi. Im Oktober  1999 erfolgte eine Umstrukturierung durch die Bildung neuer Bezirke:
- Kab. Sarolangun (Ausgliederung von 6 Distrikten aus Sarolangun Bangko)
- Kab. Tebo (Ausgliederung von 4 Distrikten aus Bungo Tebo), gleichzeitig wurde der Kab. Bungo Tebo in Bungo umbenannt
- Kab. Muaro Jambi (Ausgliederung von 6 Distrikten aus Batang Hari)
- Kab. Tanjung Jabung Timur (Ausgliederung von 6 Distrikten aus Tanjung Jabung), gleichzeitig wurde Tanjung Jabung in Tanjung Jabung Barat umbenannt.[14]

Die letzte territoriale Veränderung betraf die Bildung der autonomen Stadt (Kota) Sungai Penuh, die am 21. Juli 2008 vom Kabupaten Kerinci mit 5 Kecamatan abgetrennt wurde.

## Verkehr
Vom Hafen Kuala Tungkal wird die Insel Batam von Fähren angefahren.